# Nepenthes naga
Nepenthes naga Akhriadi, Hernawati, Primaldhi & M.Hambali, 2009 è una pianta carnivora della famiglia Nepenthaceae, endemica dei Monti Barisan, a Sumatra, dove cresce a 1500–2000 m.

## Conservazione
La Lista rossa IUCN classifica Nepenthes naga come specie vulnerabile.